# ジョシュア・アレン (第5代アレン子爵)

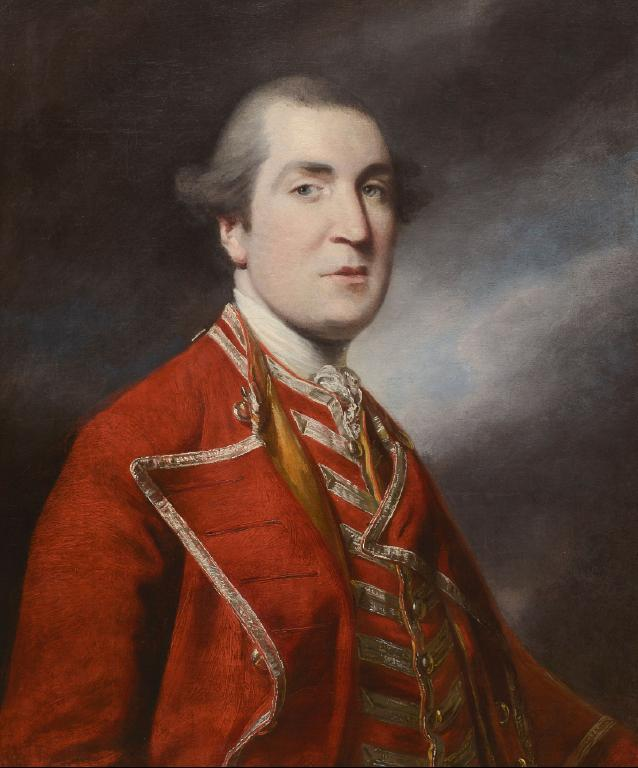
ジョシュア・レノルズによる肖像画、1762年。

第5代アレン子爵ジョシュア・アレン（英語: Joshua Allen, 5th Viscount Allen、1728年4月26日 – 1816年2月1日）は、アイルランド貴族、グレートブリテン王国の政治家。

## 生涯
リチャード・アレン（Richard Allen、初代アレン子爵ジョン・アレンの三男）とドロシー・グリーン（Dorothy Green、サミュエル・グリーンの娘）の息子として、1728年4月26日に生まれた。
1742年にエンサインとして第17歩兵連隊に入隊、1745年に中尉に昇進したが、1748年に一時半給になった。1755年に第53歩兵連隊に転じ、1756年に第37歩兵連隊に転じて大尉に昇進した。その後、七年戦争でフェルディナント・フォン・ブラウンシュヴァイク＝ウォルフェンビュッテルの部下として戦い、1759年のミンデンの戦いで負傷した。1761年にポルトガルに転じ、1765年に近衛歩兵第1連隊に転じて中佐に昇進、1774年にイギリス陸軍から引退した。
1753年11月10日に兄にあたる第4代アレン子爵ジョン・アレンが生涯未婚のまま死去すると、アレン子爵の爵位を継承、同年12月16日にアイルランド貴族院議員に就任した。
1762年12月にアイ選挙区で庶民院議員に当選、議会でロッキンガム侯爵とチャタム伯爵を支持したが、演説の記録はなかったという。1770年に600ポンドの年金を与えられ、同時期に庶民院議員を辞した。
1816年2月1日にダブリンで死去、息子ジョシュアが爵位を継承した。

## 家族
1781年5月5日、ダブリンでフランシス・バリー（Frances Barry、1833年8月11日没、ゲイノア・バリー（Gaynor Barry）の娘）と結婚、下記の子女を儲けた。
- ジョシュア（1783年頃 – 1845年） - 第6代アレン子爵
- レティシア・ドロシア（Letitia Dorothea、1878年6月14日没） - 1806年5月17日、ウィリアム・ハーバート（英語版）（1778年1月12日 – 1847年5月28日）と結婚、子供あり[3]